# Sony Music Studios

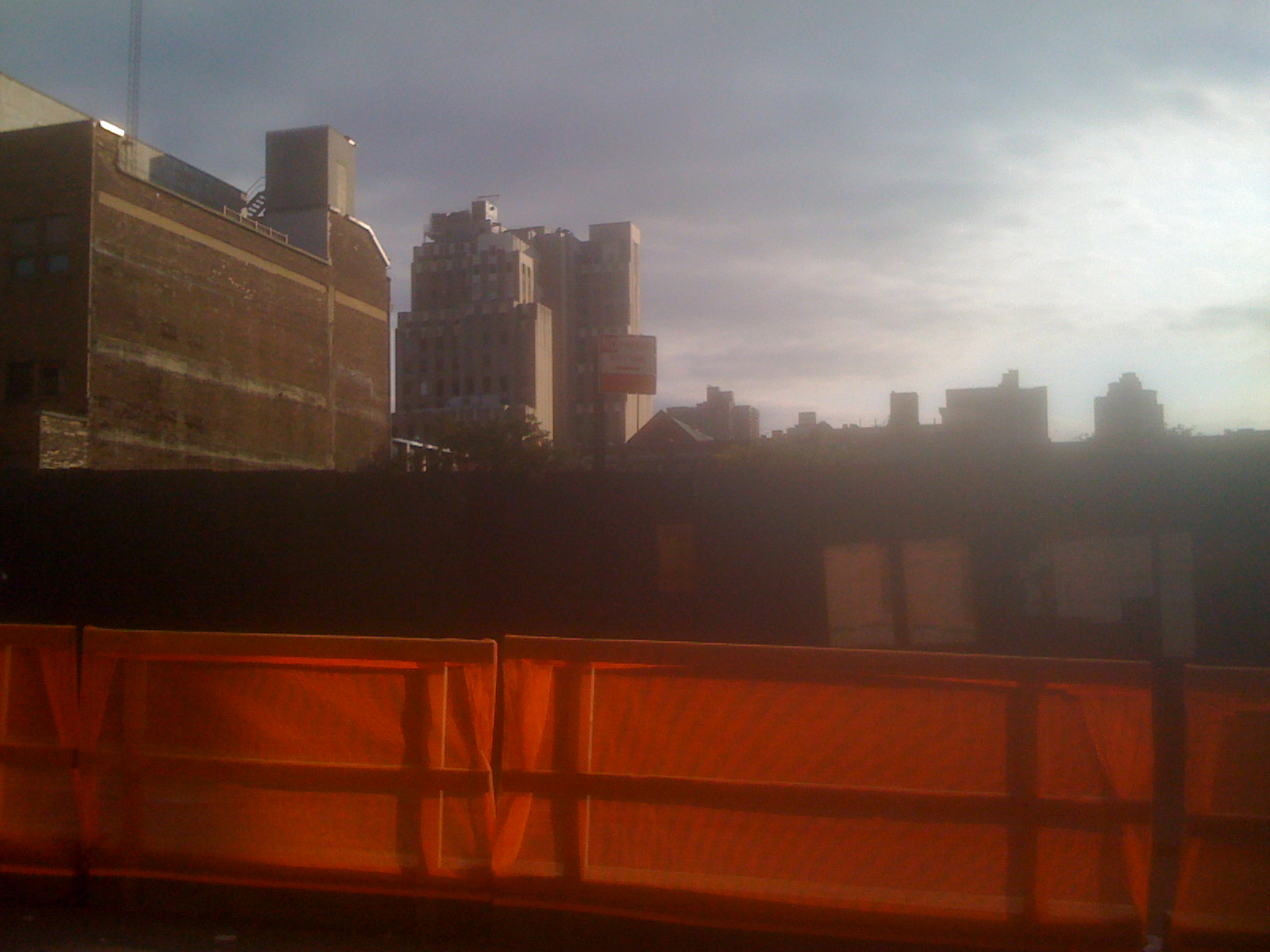
Sony Music Studios, Manhattan

Sony Music Studios (of Sony Studios New York) is een Amerikaans muziekproductiestudiocomplex in New York. Het is de belangrijkste muziekstudio van Sony Music (en moederbedrijf Sony BMG) in de Verenigde Staten, met zeven opnamestudio's, twee geluidsstages, twee grote video- en audiostage en meer dan zestien (re)masteringsstudio's.
De studio's liggen aan West 54th Street 22, in het noordwesten van Manhattan.